# Cyperus karthikeyanii
Cyperus karthikeyanii är en halvgräsart som beskrevs av Wad.Khan och Pakshirajan Lakshminarasimhan. Cyperus karthikeyanii ingår i släktet papyrusar, och familjen halvgräs. Inga underarter finns listade i Catalogue of Life.